# Taken for a Fool
«Taken for a Fool» —en español: «Tomado como un tonto»— es una canción de la banda neoyorkina The Strokes. Es el segundo sencillo de su álbum Angles y fue lanzada oficialmente el 1 de julio de 2011.

## Video musical
El video musical para el sencillo fue lanzado a nivel mundial el 8 de julio de 2011, y fue dirigido por Laurent Briet.

## Lista de canciones
1. "Taken for a Fool" - 3:25
2. "Taken for a Fool" (en vivo desde el Madison Square Garden) (con Elvis Costello) - 3:37

## Posicionamiento en listas
| Listas (2011)            | Mejor posición |
| ------------------------ | -------------- |
| Canada: Alternative Rock | 47             |